# Jorge Andújar Moreno
Jorge Andújar Moreno (Madrid, 26 april 1987) - alias Coke - is een Spaans voormalig voetballer die doorgaans als rechtsback speelde.

## Clubcarrière
Coke werd tijdens het seizoen 2005/06 bij het eerste elftal van Rayo Vallecano gehaald. In zijn derde seizoen hielp hij de club promoveren naar de Segunda División en in 2011 naar de Primera División. Coke tekende in juni 2011 een in eerste instantie vierjarig contract bij Sevilla. In zijn tweede seizoen kreeg hij hier concurrentie voor zijn positie van Cicinho. Coke won met Sevilla in zowel 2013/14, 2014/15 als 2015/16 de UEFA Europa League. De Spaanse club was daarmee de eerste in de geschiedenis die dit toernooi drie keer achter elkaar won. Coke was een van zes spelers die in alle drie die jaren deel uitmaakte van de ploeg, samen met Daniel Carriço, Vicente Iborra, José Antonio Reyes, Vitolo en Kevin Gameiro. Daarbij scoorde hij in zowel de beslissende strafschoppenreeks in de finale van 2013/14 als de 1-2 en de 1–3 in die van 2015/16. Coke was in die derde finale tevens aanvoerder van zijn ploeg.
Coke tekende in augustus 2016 een contract tot medio 2019 bij Schalke 04, de nummer vijf van de Bundesliga in het voorgaande seizoen. Dat betaalde circa vier miljoen euro voor hem aan Sevilla. Coke scheurde twee dagen nadat hij zijn handtekening zette bij Schalke zijn achterste kruisband tijdens een oefenwedstrijd tegen Bologna. Hierdoor duurde het tot 1 april 2017 voor hij zijn officiële debuut maakte voor de Duitse ploeg, tijdens een competitiewedstrijd die in 1–1 eindigde thuis tegen Borussia Dortmund. In januari 2018 werd hij voor een halfjaar verhuurd aan Levante. Die club nam hem later definitief over. In 2022 verkaste hij naar UD Ibiza. In 2024 sloot Coke zijn carrière af bij Atlético Sanluqueño.

## Clubstatistieken
| Seizoen | Club           | Competitie       | Competitie | Competitie | Beker | Beker | Internationaal | Internationaal | Totaal | Totaal |
| Seizoen | Club           | Competitie       | Wed.       | Dlp.       | Wed.  | Dlp.  | Wed.           | Dlp.           | Wed.   | Dlp.   |
| ------- | -------------- | ---------------- | ---------- | ---------- | ----- | ----- | -------------- | -------------- | ------ | ------ |
| 2008/09 | Rayo Vallecano | Segunda División | 33         | 3          | 0     | 0     | —              | —              | 33     | 3      |
| 2009/10 | Rayo Vallecano | Segunda División | 34         | 5          | 2     | 0     | —              | —              | 36     | 5      |
| 2010/11 | Rayo Vallecano | Segunda División | 38         | 5          | 1     | 1     | —              | —              | 39     | 6      |
| 2011/12 | Sevilla        | Primera División | 28         | 0          | 2     | 0     | 2              | 0              | 32     | 0      |
| 2012/13 | Sevilla        | Primera División | 21         | 3          | 6     | 0     | —              | —              | 27     | 3      |
| 2013/14 | Sevilla        | Primera División | 25         | 3          | 1     | 0     | 12             | 2              | 38     | 5      |
| 2014/15 | Sevilla        | Primera División | 22         | 2          | 3     | 0     | 9              | 0              | 34     | 2      |
| 2015/16 | Sevilla        | Primera División | 21         | 1          | 7     | 2     | 14             | 2              | 42     | 5      |
| 2016/17 | Schalke 04     | Bundesliga       | 8          | 1          | 0     | 0     | 0              | 0              | 8      | 1      |
| 2017/18 | Schalke 04     | Bundesliga       | 1          | 0          | 1     | 0     | —              | —              | 2      | 0      |
| 2017/18 | → Levante      | Primera División | 17         | 3          | 1     | 0     | —              | —              | 18     | 3      |
| Totaal  | Totaal         | Totaal           | 248        | 26         | 24    | 3     | 37             | 4              | 309    | 33     |

Bijgewerkt op 2 juli 2018

## Erelijst
| Competitie         |                |                           |                |                |
| Competitie         | Aantal         | Jaren                     |                |                |
| Rayo Vallecano     | Rayo Vallecano | Rayo Vallecano            | Rayo Vallecano | Rayo Vallecano |
| ------------------ | -------------- | ------------------------- | -------------- | -------------- |
| Segunda División   | 1              | 2007/08                   |                |                |
| Sevilla            |                |                           |                |                |
| UEFA Europa League | 3              | 2013/14, 2014/15, 2015/16 |                |                |